# Sabana Grande (Porto Rico)
Sabana Grande é um município de Porto Rico, localizada ao norte de Lajas e Guánica; sul de Maricao, a leste de San Germán, e no oeste da Yauco. Sabana Grande é espalhada por sete alas e Pueblo Sabana Grande (O centro da cidade e do centro administrativo da cidade). Faz parte da Área Metropolitana de San Germán - Cabo Rojo.